# Niederwölz
Niederwölz är en ort och kommun i  distriktet Murau i förbundslandet Steiermark i Österrike.